# Проспект Шмідта (Могильов)
Проспект Шмідта (рос. проспект Шмидта) — проспект в південно-західній частині Могильова, в основному в Задніпровському житловому районі. Ця вулиця одна з головних магістралей.

## Будинки
На проспекті знаходиться технологічний інститут, ресторан «Ясень», інтернати ВА «Хімволокно» та хімічно-технологічний технікум. На перших поверхах житлових будинків є продуктові магазини, овочеві магазини, галантерея та трикотаж, комісія, аптека, прокатна майстерня, салон-магазин «Меблі», 2 бібліотеки, готель ВА «Хімволокно», домашня кухня, спортивний комплекс.

### Одна сторона

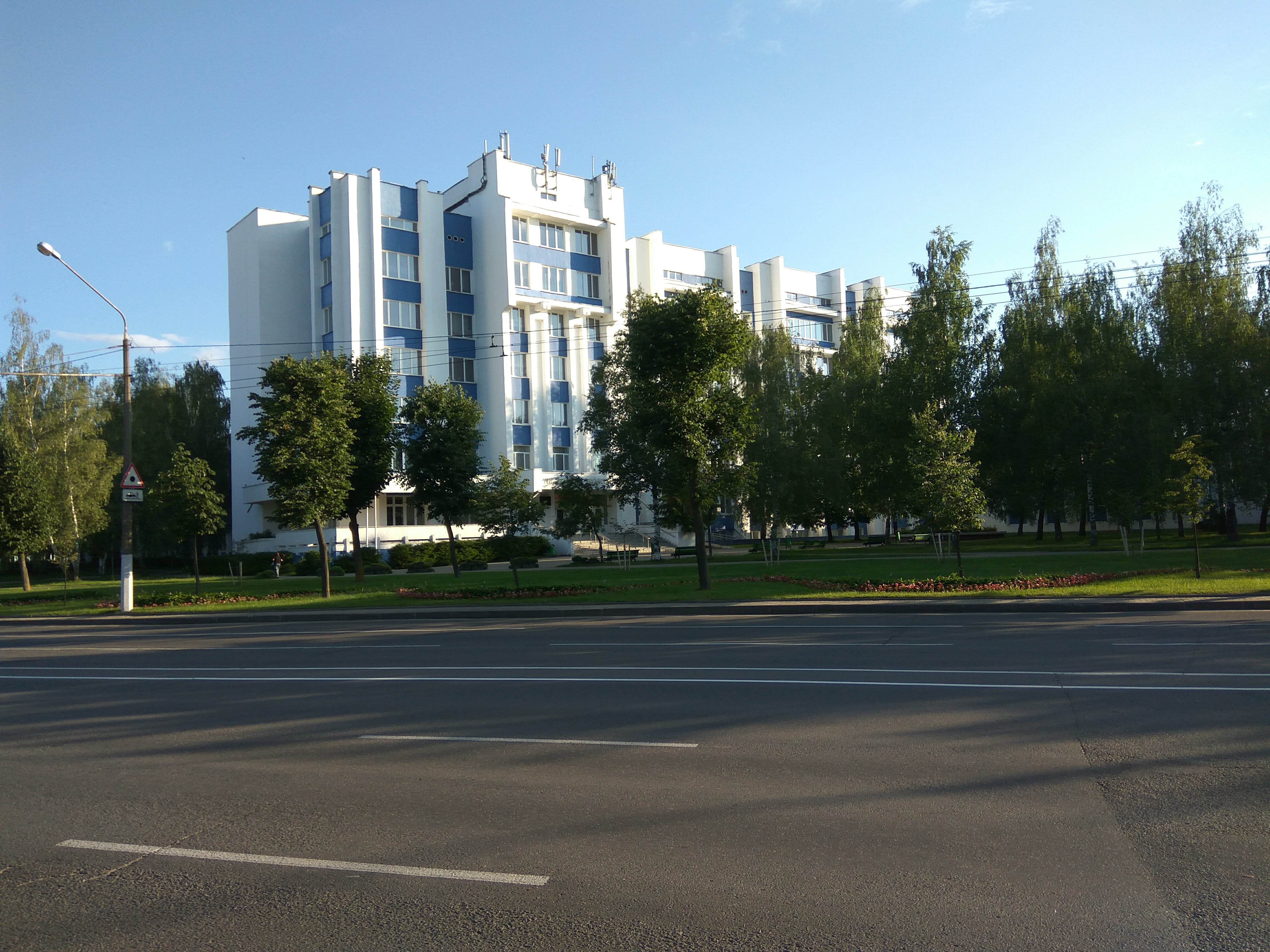
Могильовський державний університет харчування

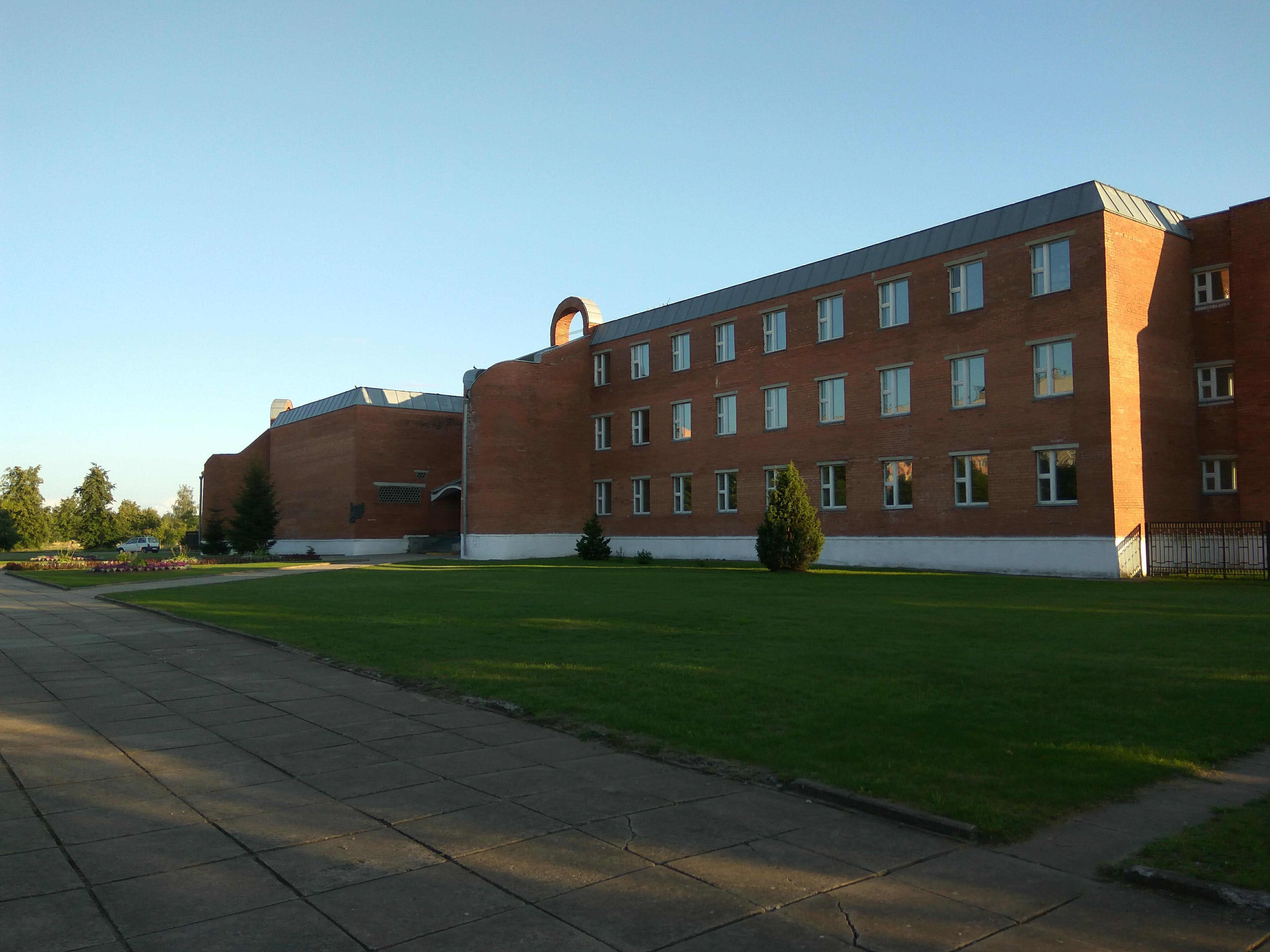
Могильовська дитяча школа мистецтв № 3 імені М. М. Солдатова

- Територія колишнього Могильовського регенеративного заводу.
- № 3 — Могильовський державний університет харчових і хімічних технологій.
- Недобудована церква Святого Антонія Падуанського .
- № 19 — Могильовська дитяча школа мистецтв №3 імені М. М. Солдатова.
- № 45 — Могильовхімволокно.

### Друга сторона
- № 20 — готель ВАТ «Могильовхімволокно».
- № 46 — ресторан «Ясень».
- Південно-східне кладовище.
- № 106а — Могильовська ТЕЦ-2.

## Парки та сквери

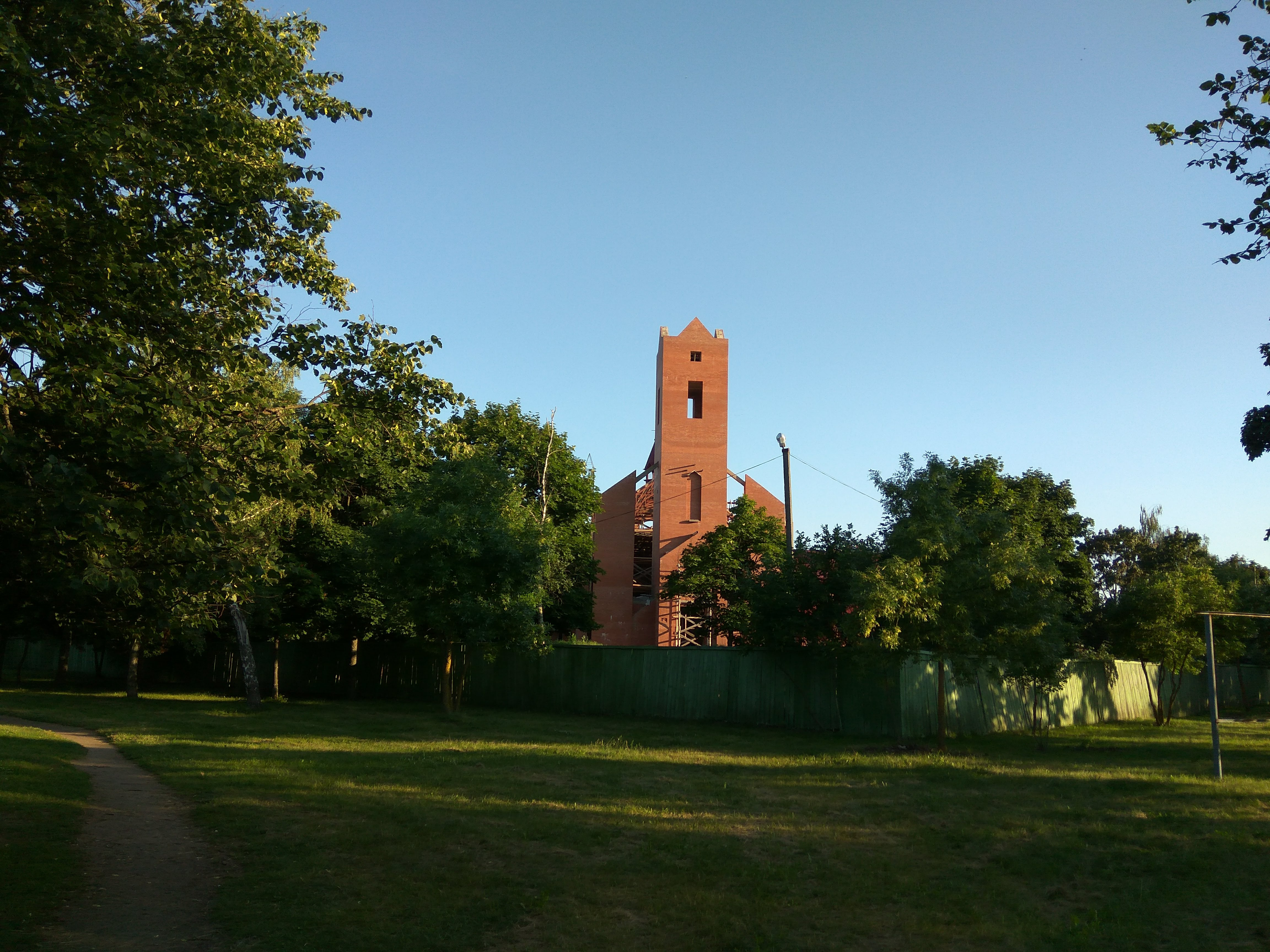
Недобудована церква святого Антонія Падуанського в парку імені 60-ї річниці Великої Жовтневої революції

На місці колишнього Луполівського табору смерті встановлено меморіальний комплекс. На ділянці між вулицями Островського та Габровим від заходу до проспекту, що прилягає до парку 60-річчя Жовтневої революції.

## Меморіальні дошки

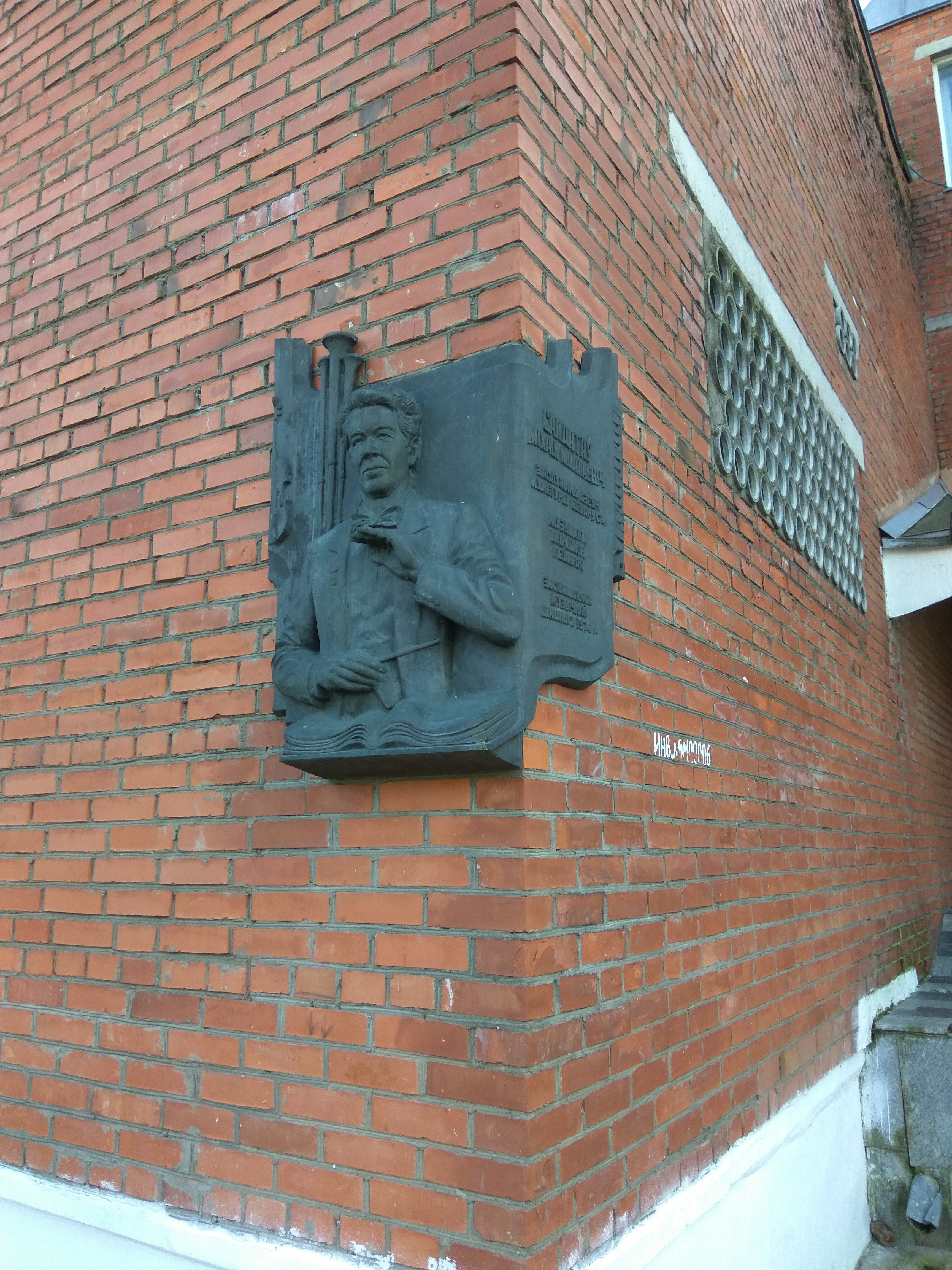
Меморіальна дошка Михайлу Солдатову в дитячій школі мистецтв №3

На будинку №6 встановлена меморіальна дошка на честь Шмідта, на дитячій школі мистецтв №3 дошка Михайлу Солдатову.

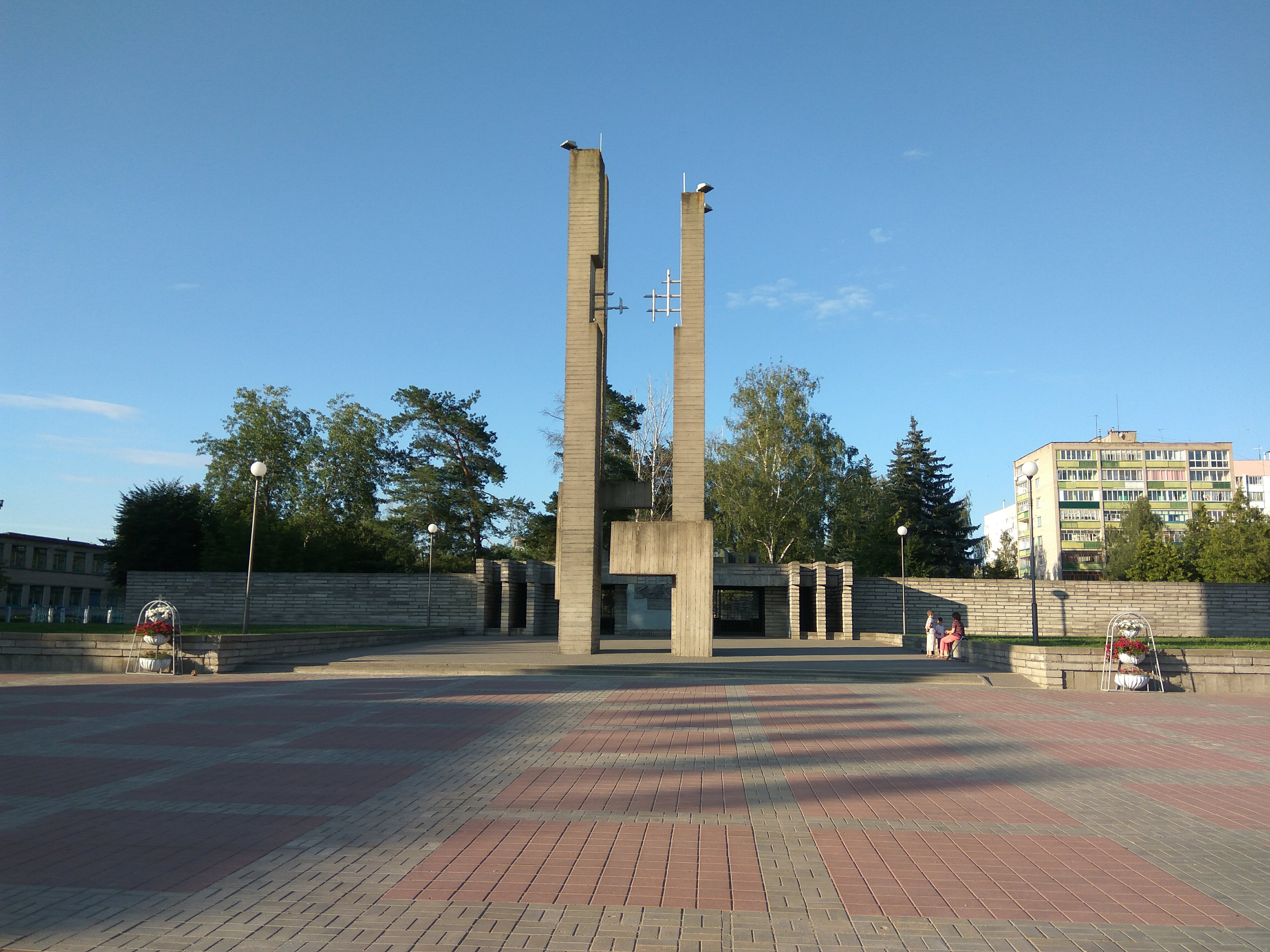
Меморіальний комплекс на місці Луполівського табору